# Người Angle

Bán đồ thể hiện bán đảo Angeln (phía đông Flensburg và Schleswig) và bán đảo Schwansen (phía nam Schlei).

Người Angle (tiếng Anh cổ: Ængle, Engle; tiếng Latinh: Angli; tiếng Đức: Angeln, đọc là Ăng-li hay Anh-li) là một dân tộc German, có tên gọi xuất phát từ bán đảo Angeln, một địa điểm nằm ở Schleswig-Holstein, Đức ngày nay. Người Angle là một trong những bộ tộc đã tới định cư tại Đảo Anh trong thời kỳ hậu La Mã và đã thành lập nên một vài vương quốc Anglo-Saxon, "Angle" là nguyên từ của "England", nghĩa là nước Anh.